# Crimes of the Future (2022)
Crimes of the Future (bra: Crimes do Futuro) é um filme canadense de bodyhorror escrito e dirigido por David Cronenberg. O filme foi uma co-produção internacional de empresas canadenses, francesas, britânicas e gregas. Estreou no Festival de Cannes de 2022, onde estava em competição pela Palma de Ouro e foi aplaudido de pé por seis minutos. O filme marca o retorno de Cronenberg ao gênero que lhe rendeu fama internacional, após mais de 22 anos. Sendo recebido positivamente pela crítica especializada.
Estreou na França em 25 de maio e no Canadá em 3 de junho 2022. Teve um lançamento limitado em junho de 2022 nos Estados Unidos pela Neon. No Brasil, foi lançado nos cinemas em 14 de julho de 2022 pela O2 Play em parceria com a Mubi Brasil, estreando na plataforma de streaming em 29 de julho de 2022.

## Elenco
- Viggo Mortensen como Saul Tenser
- Léa Seydoux como Caprice
- Kristen Stewart como Timlin
- Scott Speedman como Lang Daughtery
- Welket Bungué como Cope
- Don McKellar como Wippet
- Lihi Kornowski como Djuna
- Tanaya Beatty como Berst
- Yorgos Pirpassopoulos como Dr. Nasatir
- Nadia Litz como Router

## Produção
Em fevereiro de 2021, durante um bate-papo com a revista GQ, Viggo Mortensen revelou que estava trabalhando em um projeto com David Cronenberg, dizendo: “Sim, temos algo em mente. É algo que ele escreveu há muito tempo e nunca o fez. Agora ele o refinou e quer atirar nele. Esperançosamente, será neste verão que estaremos filmando. Eu diria que, sem contar a história, ele está talvez voltando um pouco às suas origens". Em abril, Léa Seydoux e Kristen Stewart estiveram entre o elenco anunciado para o filme. Em agosto de 2021, Tanaya Beatty, Yorgos Karamichos, Nadia Litz e Yorgos Pirpassopoulos juntaram-se ao elenco do filme.
As filmagens principais começaram em agosto de 2021 e foram concluídas no início de setembro de 2021, em Atenas, Grécia.